# 1125
| [ Edytuj tabelę ]          |                                                                                |
| Książę Polski              | - 1102 Bolesław Krzywousty 1138                                                |
| Król Angkoru               | - 1113 Surjawarman II 1150                                                     |
| Król Anglii                | - 1100 Henryk I 1135                                                           |
| Król Aragonii i Nawarry    | - 1104 Alfons I Waleczny 1134                                                  |
| Hrabia Barcelony           | - 1082 Rajmund Berengar III Wielki 1131                                        |
| Książę Bawarii             | - 1120 Henryk IX Czarny 1126                                                   |
| Książę Burgundii           | - 1102 Hugo II 1143                                                            |
| Cesarz Bizancjum           | - 1118 Jan II Komnen 1143                                                      |
| Cesarz Chin                | - 1100 Song Huizong 1125                                                       |
| Książę Czech               | - 1120 Władysław I 1125 - 1125 Sobiesław I 1140                                |
| Król Danii                 | - 1104 Niels Stary 1134                                                        |
| Władca Egiptu              | - 1101 Al-Amir 1130                                                            |
| Król Francji               | - 1108 Ludwik VI Gruby 1137                                                    |
| Król Gruzji                | - 1089 Dawid IV Budowniczy 1125 - 1125 Dymitr I 1156                           |
| Hrabia Holandii            | - 1121 Dirk VI 1157                                                            |
| Cesarz Japonii             | - 1123 Sutoku 1141                                                             |
| Kalif                      | - 1118 Al-Mustarszid 1135                                                      |
| Król Kastylii              | - 1109 Urraka Kastylijska 1126                                                 |
| Wielki książę Kijowa       | - 1113 Włodzimierz II Monomach 1125 - 1125 Mścisław I Harald 1132              |
| Patriarcha Konstantynopola | - 1111 Jan IX Agapet 1134                                                      |
| Władca Korei               | - 1122 Injong 1146                                                             |
| Państwo Almorawidów        | - 1106 Ali ibn Jusuf 1143                                                      |
| Król Norwegii              | - 1103 Sigurd I Krzyżowiec 1130                                                |
| Książę Obodrzyców          | - 1093 Henryk Gotszalkowic 1127                                                |
| Hrabia Palatynatu          | - 1113 Gotfryd z Kalw 1129                                                     |
| Papież                     | - 1124 Honoriusz II 1130                                                       |
| Hrabia Portugalii          | - 1112 Alfons I Zdobywca 1139 - 1112 Teresa (regentka) 1128                    |
| Sułtan Rumu                | - 1116 Masud I 1156                                                            |
| Książę Rusi halickiej      | - 1124 Iwan I 1141                                                             |
| Książę Saksonii            | - 1106 Lotar III 1127                                                          |
| Sułtan Wielkich Seldżuków  | - 1118 Ahmad Sandżar 1157                                                      |
| Król Szkocji               | - 1124 Dawid I Szkocki 1153                                                    |
| Król Szwecji               | - 1118 Inge II Młodszy 1125 - 1125 Ragnvald Okrągłogłowy i Magnus Nilsson 1130 |
| Doża Wenecji               | - 1117 Domenico Michiel 1130                                                   |
| Król Węgier                | - 1116 Stefan II 1131                                                          |

Rok 1125 / MCXXV
stulecia: XI wiek ~
XII wiek ~
XIII wiek

lata: 1115 «
1120 «
1121 «
1122 «
1123 «
1124 «
1125
» 1126
» 1127
» 1128
» 1129
» 1130
» 1135

## Wydarzenia na świecie
- 11 czerwca – wyprawy krzyżowe: zwycięstwo krzyżowców nad Seldżukami w bitwie pod Azaz.
- 24 sierpnia – Lotar III (Lotar von Supplinburg) wybrany na króla Niemiec.

- Zdobycie i zburzenie grodu Radogoszcz przez wojska króla niemieckiego Lotara III.
- Mścisław zasiadł na tronie kijowskim.

## Urodzili się
- Mafalda Sabaudzka, pierwsza królowa Portugalii (zm. 1157)
- Renald de Châtillon, książę-regent Antiochii, wasal Królestwa Jerozolimskiego (zm. 1187)
- Konrad von Wittelsbach, arcybiskup Moguncji i Salzburga (zm. 1200)

## Zmarli
- 24 stycznia – Dawid IV Budowniczy, król Gruzji (ur. 1073)
- 19 maja – Włodzimierz II Monomach, wielki książę Rusi Kijowskiej (ur. 1053)
- 23 maja – Henryk V, cesarz rzymsko-niemiecki (ur. 1081)
- 21 października – Kosmas z Pragi, czeski kronikarz-dziejopis (ur. ok. 1045)